# Алжиро-российские отношения
Российско-алжирские дипломатические отношения установлены 23 марта 1962 года.
Россия является членом БРИКС, в то время как Алжир является страной-партнëром. 

## История
На протяжении войны за независимость 1954—1962 годов Алжир получал военно-техническую и материальную помощь от СССР. Советский Союз стал первым в мире государством, установившим 23 марта 1962 года дипломатические отношения с Алжиром, причём за 4 месяца до официального провозглашения его независимости 5 июля.
Советский Союз отправлял в Алжир многочисленных инженеров и техников, отстраивавших алжирскую инфраструктуру и сыгравших колоссальную роль в экономическом развитии этой страны. В свою очередь в университетах СССР проходили обучение тысячи алжирских студентов. 
Распад Советского Союза привёл к сворачиванию множества амбициозных проектов по строительству.

## Экономическое сотрудничество
Торговый оборот между Россией и Алжиром в 2005 году составил 365 миллионов долларов США, причём 361 миллион пришёлся на российский экспорт. Россия поставляет в Алжир зерно, металл, трубы, продукцию машиностроения.
В ноябре 2002 года Россия вывела на орбиту алжирский спутник ALSAT-1.

### ТЭК
С 2000 года Россия играет заметную роль в развитии топливно-энергетического комплекса (ТЭК) Алжира. 
Так, в 2001 году «Роснефть» начала разработку алжирского нефтегазового месторождения Иллизи. 
В 2000—2003 гг. российский «Стройтрансгаз» осуществил для алжирской компании Sonatrach строительство северного участка магистрального нефтепровода Хауд-эль-Хамра — Арзев.
С 2001 «Стройтрансгаз» и «Роснефть» на территории Алжира совместно с алжирской компанией Sonatrach реализуют так называемый проект «245 Юг» по разработке крупнейшего нефтегазового месторождения в нефтегазоносном бассейне Иллизи. Соглашение на условиях раздела продукции между СП и Sonatrach вступило в силу в мае 2001 года. В настоящее время оформляется лицензия на освоение двух месторождений в Алжире с суммарными подтверждёнными запасами 36 млн т.
В 2005 году  «Стройтрансгаз» выиграл тендер и начал строительство газопровода Сугер — Хаджерет Эннус. 
В сентябре 2006 года «Стройтрансгаз» подписал контракт с Sonatrach на реконструкцию газопровода Улед Джеллаль — Скикда.
В августе 2006 меморандумы о взаимопонимании с Sonatrach подписали «Лукойл» и «Газпром». «Газпром» будет реализовывать совместные проекты по добыче, переработке и реализации газа. Взамен «Газпром» хотел получить долю в одном из двух заводов Sonatrach по производству сжиженного природного газа в Алжире.
В январе 2007 руководитель Минпромэнерго РФ Виктор Христенко и министр энергетики и шахт Алжира Шакиб Хелиль подписали меморандум о продолжении экономического сотрудничества в области совместных действий «Газпрома» и алжирской Sonatrach на европейских рынках и совместном освоении месторождений в Центральной Африке. В обмен «Газпром» предложит нефтегазовой компании Sonatrach четыре актива в России.
Некоторые европейские страны выражают озабоченность укрепляющимся сотрудничеством России и Алжира, указывая на то, что эти две страны обеспечивают значительную долю энергопоставок в Европу. Кроме того, Россия и Алжир (наряду с Ираном и Катаром) считаются основными участниками потенциального газового картеля — так называемой «газовой ОПЕК» — объединения производителей природного газа. В настоящее время координация действий стран-производителей газа осуществляется в рамках Форума стран-экспортёров газа.

## Культурное сотрудничество
В сентября 2023 г. в Алжире открылся центр русского языка; это проект Минпросвещения России на базе Университета Абу Элькасем Саадалла.

## Военно-техническое сотрудничество
Россия является крупнейшим поставщиком вооружений в Алжир и связи в области обороны между странами уходят корнями в эпоху Советского Союза. По данным московского Центра анализа стратегий и технологий, арабская страна получает около 80 % своего импорта оружия из России и является третьим по величине покупателем, после Индии и Китая.
10 марта 2006 президент РФ Владимир Путин и президент Алжира Абдельазиз Бутефлика подписали соглашение о списании долга Алжира перед Россией в размере 4,7 млрд долларов (которая по состоянию на 1 февраля 2006 представляла собой общую сумму задолженности Алжира перед РФ по ранее предоставленным кредитам) и крупнейшее пакетное соглашение на поставки российских вооружений и военной техники на сумму около 7,5 млрд долл.

Перечень поставок:
- 36 лёгких фронтовых истребителей МиГ-29СМТ, 28 тяжёлых многофункциональных истребителей Су-30МКА и 14 учебно-боевых самолётов Як-130 (в течение 4 лет). По мере поступления новых МиГ-29 старые самолёты этой марки (36 единиц), закупленные Алжиром в 1990-е годы в Белоруссии и на Украине, будут переданы российской авиакорпорации МиГ для ремонта, модернизации и продажи другим странам.
- 8 дивизионов зенитных ракетных комплексов С-300ПМУ-2 «Фаворит»;
- 300 танков Т-90С;
- противотанковые ракетные комплексы «Метис-М1» и «Корнет-Э»;
- модернизация состоящих на вооружении сухопутных войск Алжира 250 танков Т-72С;

Возможно заключение контрактов на ремонт и модернизацию кораблей ВМС Алжира на «Северной верфи» (Санкт-Петербург). Уже сейчас «Адмиралтейские верфи» (Санкт-Петербург) осуществляют контракт по модернизации двух алжирских дизельных подводных лодок, подписанный в 2005 г.
3 октября 2021 г. начались первые совместные военные учения Алжира и России в Северной Осетии на полигоне Тарское, расположенном в Тарской котловине. 16 ноября 2022 г. Алжир и Россия провели совместные военные учения под названием «Щит пустыни», на полигоне Хаммагир в провинции Бешар недалеко от границы Алжира с Марокко.